# Château de Chambly (Oise)
Pour les articles homonymes, voir Château de Chambly.
Le château de Chambly est un château situé à Chambly, en France.

## Localisation
Le château de Chambly est situé sur la commune de Chambly, dans le département de l'Oise. Une partie du parc s'étend sur la commune de Ronquerolles, dans le département du Val-d'Oise

## Historique
Un premier château nommé Petimus était situé en contrebas du château actuel. Il a notamment appartenu à François de L'Hospital. Seul subsiste aujourd’hui une chapelle construite en 1670.
Racheté en 1887 par Joachim Murat, 5e prince Murat, le château d’origine fut détruit pour laisser la place au château actuel. Passionné de chasse à courre, le prince Murat fait aussi construire les grandes écuries, les communs et le petit haras.
Lors de la 1re guerre mondiale, le château et ses dépendances servirent d’hôpital auxiliaire  sous les numéros 38 et 26.
Le château fut occupé par les Allemands pendant la Seconde Guerre mondiale, puis laissé à l'abandon jusqu’à ce que Monsieur Simonet le rachète en 1977 et commence à le restaurer. Depuis, le château appartient à sa descendance.
Dès le début des années 2000, le château et son parc sont régulièrement utilisés comme lieu de tournage.

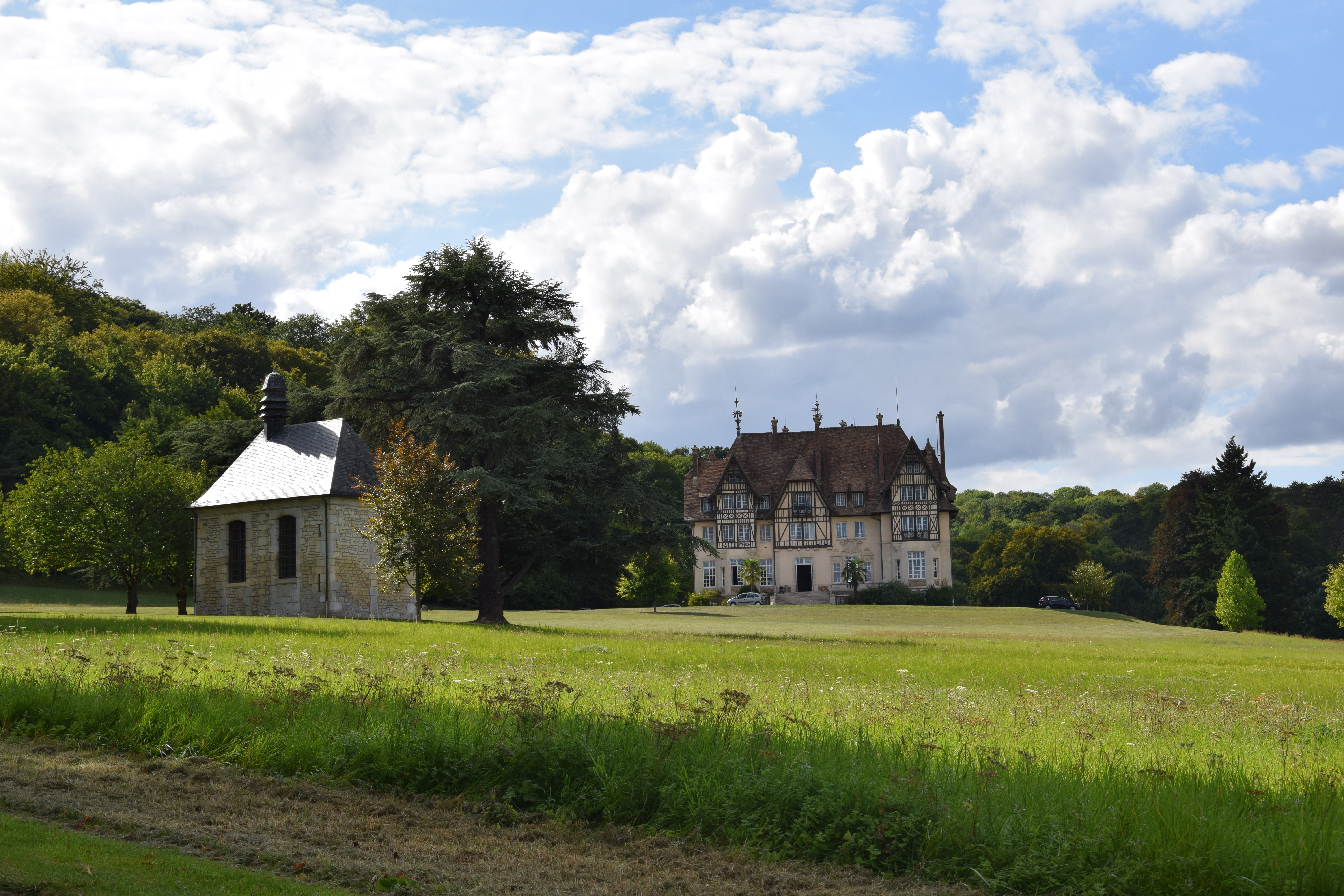
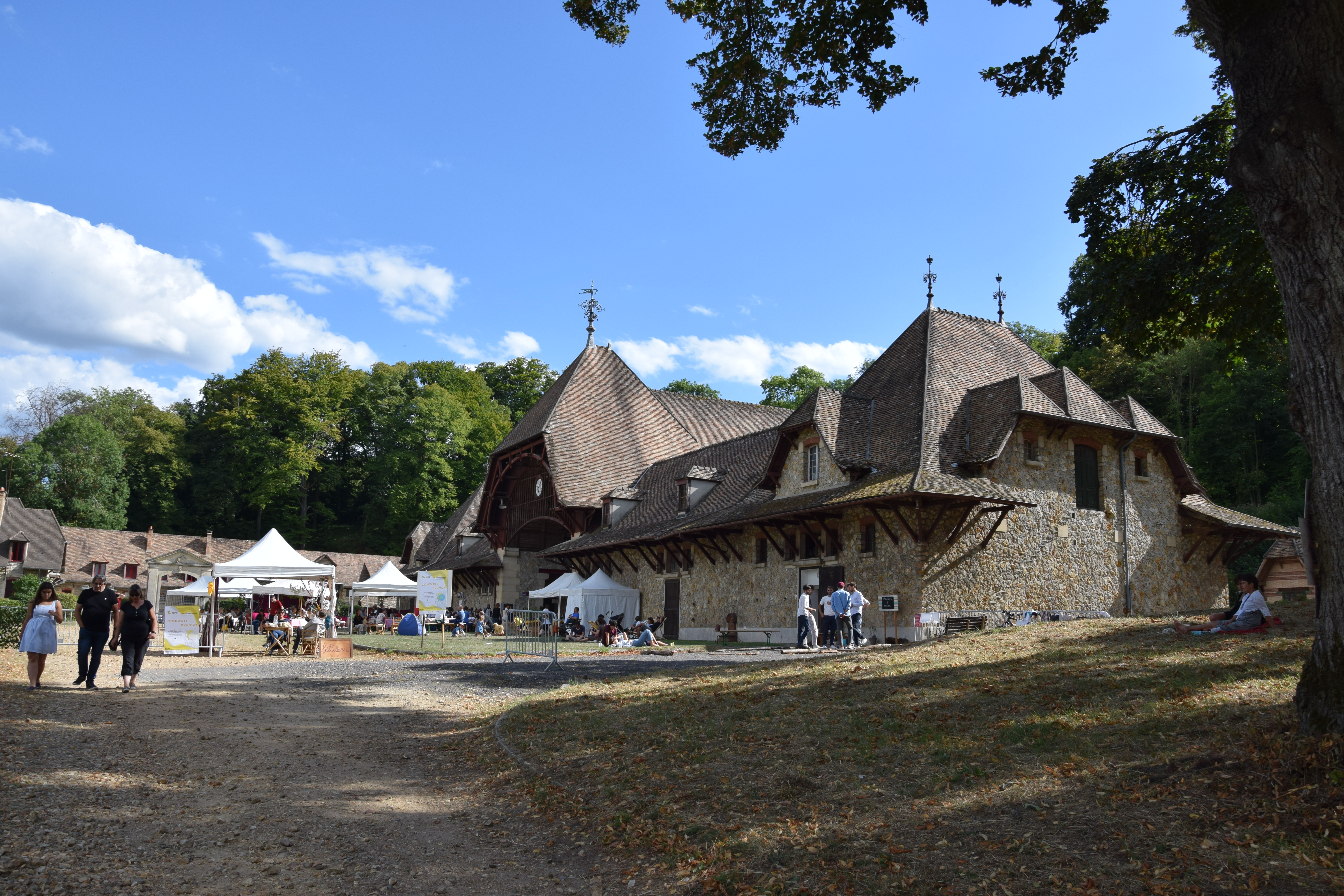
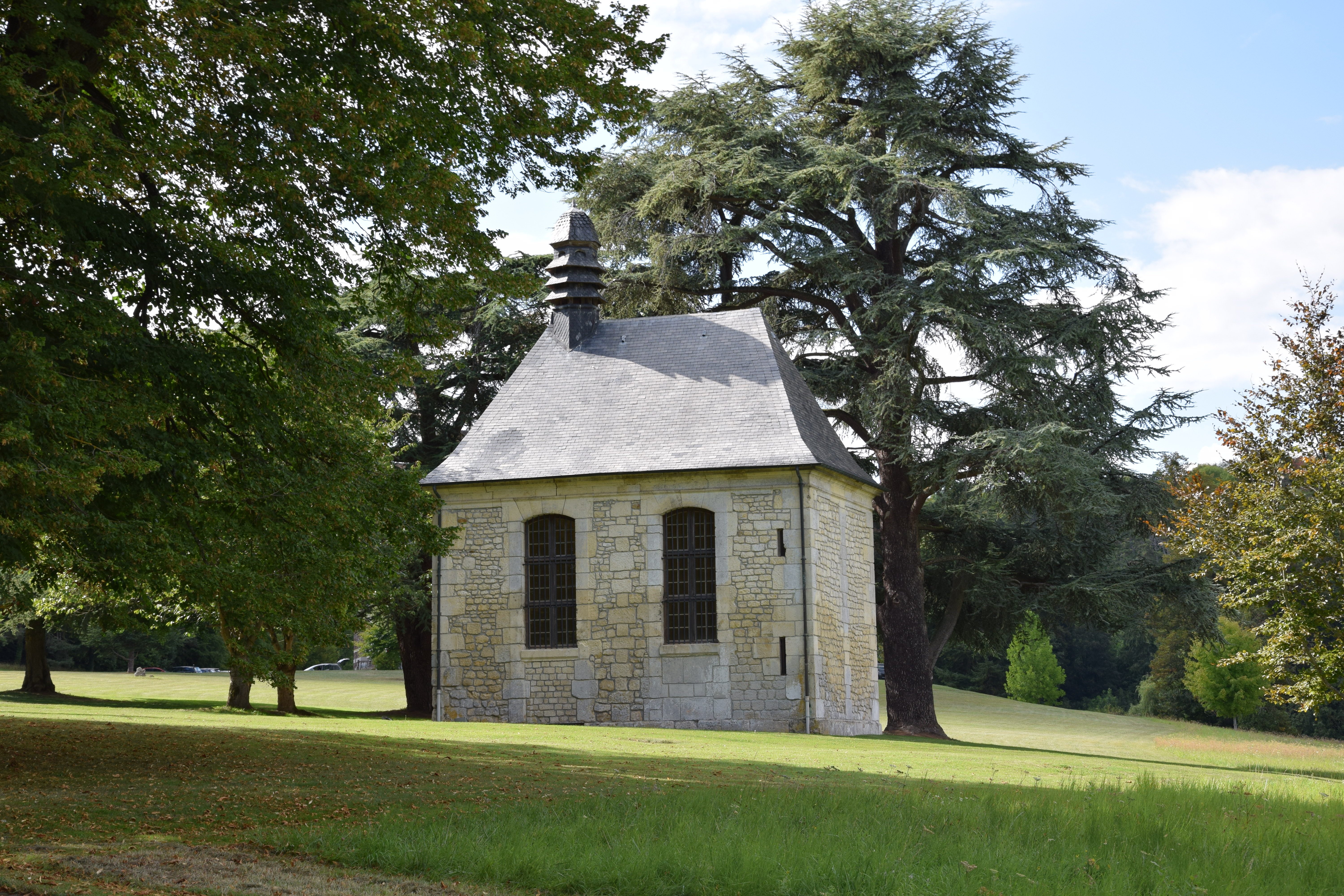

## Tournage
Pour le cinéma
- Camille redouble
- L’Autre Dumas
- De la guerre
- Les Brigades du Tigre
- Un fil à la patte
- Arsène Lupin
- Un monde presque paisible
- Vidocq

Pour des téléfilms
- Le Fauteuil hanté
- Boubouroche
- La Liste
- La Maison du chat qui pelote
- Voici venir l’orage
- Marie Besnard
- Mata Hari, la vraie histoire

Pour des clips musicaux
- Mercredi de Pierre de Maere

- Kick the Bucket de Charlie Winston[5]
- City of Love de Mylène Farmer

Pour les émissions de télévision
- Occasions à saisir / Wheeler Dealers France

### Lien et références